# Altenahr
Altenahr là một xã thuộc huyện Ahrweiler, trong bang Rheinland-Pfalz, phía tây nước Đức. Xã Altenahr có diện tích 14,84 km², dân số thời điểm ngày 31 tháng 12 năm 2006 là 1659 người. Xã này nằm bên sông Ahr, trong dãy núi Eifel, cự ly khoảng 10 km về phía tây Bad Neuenahr-Ahrweiler.
Altenahr là thủ phủ của Verbandsgemeinde ("xã tập thể") Altenahr.

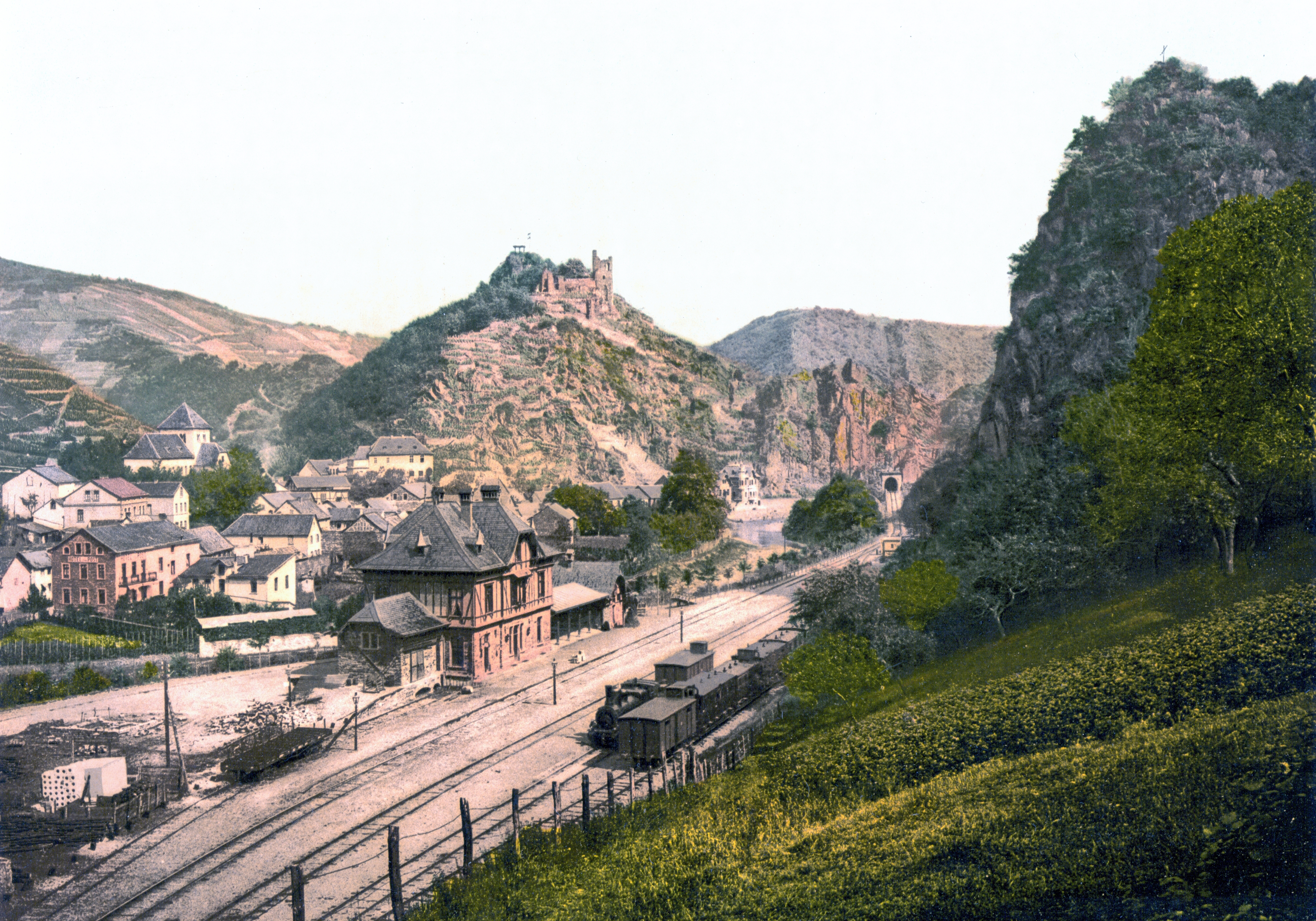
Altenahr khoảng năm 1900.